# Zebanec-Selo
Zebanec-Selo är en ort i Kroatien.   Den ligger i länet Međimurje, i den norra delen av landet, 80 km norr om huvudstaden Zagreb. Zebanec-Selo ligger 205 meter över havet och antalet invånare är 665.
Terrängen runt Zebanec-Selo är platt. Runt Zebanec-Selo är det tätbefolkat, med 276 invånare per kvadratkilometer. Närmaste större samhälle är Varaždin, 19,6 km söder om Zebanec-Selo. Omgivningarna runt Zebanec-Selo är en mosaik av jordbruksmark och naturlig växtlighet.